# Viking Göransson
Viking Richard Göransson, född 20 januari 1900 i Berlin, död 30 november 1985 i Uppsala, var en svensk arkitekt. 
Han studerade vid Kungliga tekniska högskolan 1920–1924 och vid Kungliga Konsthögskolan 1926–1928. Åren 1928–1930 var han anställd hos Gunnar Asplund och medverkade därigenom vid Stockholmsutställningen 1930. Åren 1932–1933 var han assistent vid KTH varefter han inledde en provtjänstgöring vid Byggnadsstyrelsen. Han var tillförordnad länsarkitekt i Kopparbergs och Västmanlands län 1934–1936 och ordinarie från 1936. Åren 1944–1956 verkade han som länsarkitekt i Uppsala län, varefter han bedrev egen verksamhet. Åren 1950–1952 verkade han som konstnärlig ledare för Upsala-Ekeby AB och 1964–1983 som slottsarkitekt vid Uppsala slott.
Viking Göransson var 1929–1953 gift med Bibi Lindström och från 1954 till sin död med Ingrid Atterberg (keramiker verksam på Uppsala-Ekeby AB) 
Han bodde en tid i Kollektivhuset på John Ericssonsgatan i Stockholm. Göransson är begravd på Gamla kyrkogården i Ludvika.

## Verk i urval
- Församlingshus i Ludvika 1923.
- Badhus i Orsa 1937.

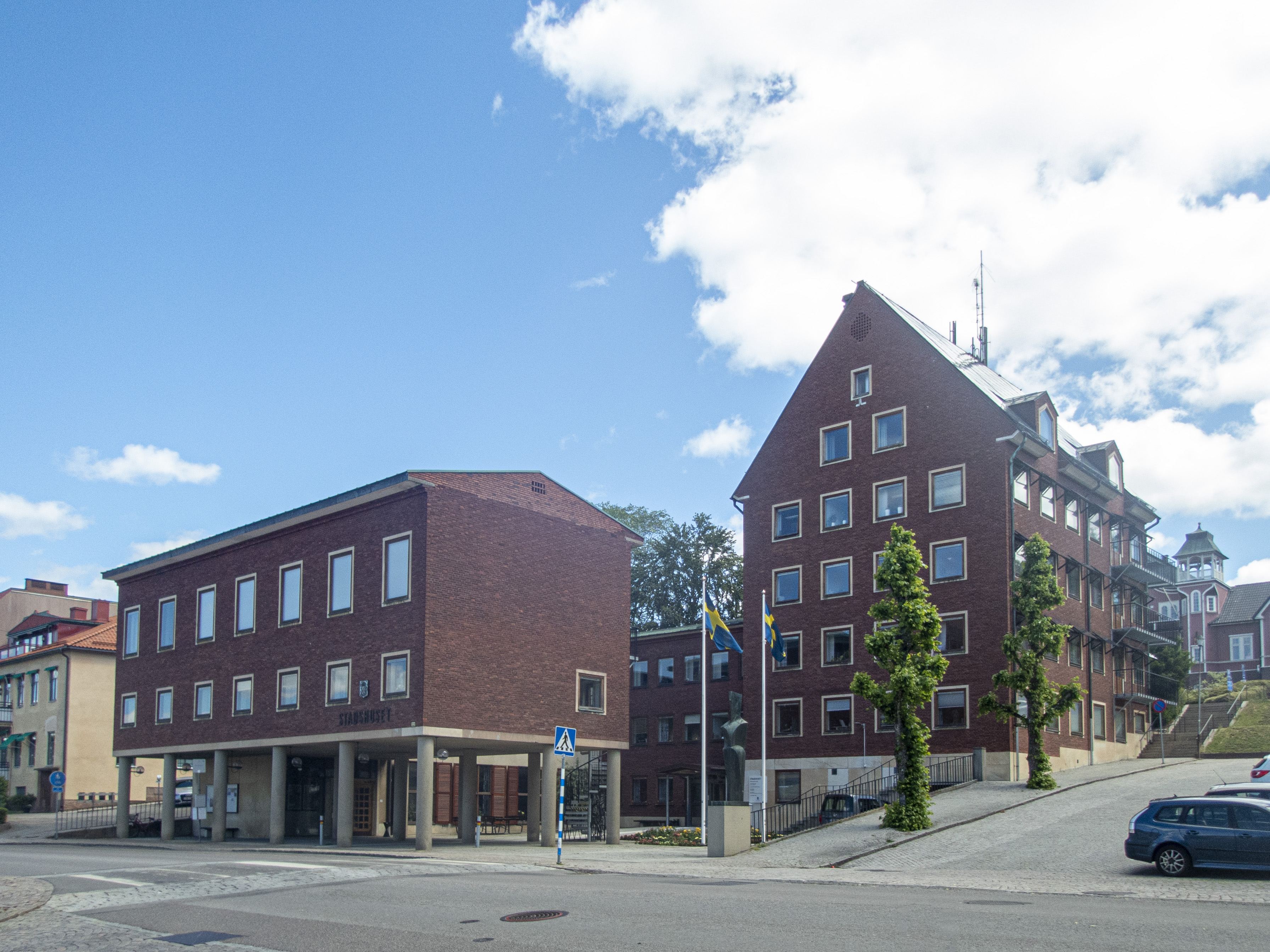
Ulricehamns stadshus

- Begravningskapell, Dala Husby 1943.
- Ålderdomshem i Stora Tuna 40-tal.
- Kyrkogård i Idre och i Falun.
- Stadsplan för Älvdalen och för Grängesberg.
- Prästgårdar i Uppland, bland annat Åkerö.
- Restaurering av Theatrum Anatonicum 1947.
- Trädgårdsanläggning till villa Kjellman, Uppsala 1948.
- Centralskola, Örbyhus 1950, 1955 och 1963.
- Garageanläggning Söderfors 1955.
- Ålderdomshem i Bälinge, Uppland 1956.
- Restaurering av Uppsala slott.
- Ulricehamns stadshus 1957.
- Kyrkogård i Stockholmsnäs 1958.
- Studentbostäder i Ultuna 1961.
- Stiftelsen Andreas Ands Minne, kv Garm, Uppsala 1962.
- Tjänstemannabostäder i Söderfors.
- Ålderdomshem i Söderfors, Vittinge. Hummelsta och Morgongåva.
- Bostads-, affärs- och kontorshus, kv Rudan, Uppsala 1963–1965.
- Förslag till ordnande av borggård och slottsträdgård mm vid Uppsala slott 1962.